# Stellaria americana
Stellaria americana là loài thực vật có hoa thuộc họ Cẩm chướng. Loài này được (Porter ex B.L. Rob.) Standl. miêu tả khoa học đầu tiên năm 1921.